# 한국친우회
한국친우회(韓國親友會, The League of Friends of Korea)는 1919년 4월 서재필, 이승만 등에 의해 대한민국 임시정부 구미외교위원부의 측면 지원 기관이자, 친한파, 지한파 미국인 포섭 및 확산, 한미 관계 우호의 목적으로 조직된 단체였다. 서재필은 미국 내 친한파, 지한파를 모아 단체를 만들고 이들을 통해 미국과 유럽, 국제사회에 친한 인사들을 포섭하고 일본 제국의 지배하에 있던 조선의 독립에 국제사회의 우호적인 여론을 이끌어 내려 하였다.
한국친우회는 필라델피아를 비롯해 미국 각지에 21개의 조직으로 확대하였고 런던과 파리에도 설립되었다. 전체 회원수를 25,000여 명인 것으로 밝히고 있으나 확실하지 않고 약 1만 명 정도로 보인다. 한국친우회는 1923년 말 해소될 때까지 3·1운동으로 나타난 한국의 실상을 효과적으로 선전하는 등 국제적으로 한국독립을 지지하고 친한여론을 조성하는데 기여했다.

## 창립 배경
한국친우회는 제1차 한인대회 2일차에 서재필은 선전기관의 필요성을 주장하는 자리에서 미국 내 친한파(親韓派), 지한파 미국인들을 많이 확보해야 될 당위성을 강조함으로써 처음으로 제기되었다. 서재필은 대한인국민회 중앙총회장 임시대리인 백일규에게 보낸 1919년 4월 29일자 서신에서 미국내 조선인에게 우호적인 단체를 조직하여 친한여론을 일으킨다면 한국의 독립과 자유를 지지하는 세력을 심을 수 있을 것이라고 제안하였다.
서재필은 한인대회에 참석한 미국인들에게 도움을 요청했다. 또 구미위원부 및 미국의 저명 인사들, 대학교 동문, 해리힐먼 고등학교 동창, 동문들, 지식인들 외에 자신이 다니던 메디아 교회의 신도를 통해 미국의 저명인사들과도 접촉했다. 미국이 조선에 신문물과 신앙을 전해준 것을 감사히 여기며, 미국인이 한국인들의 자유, 민주주의 정착을 위해 인도적인 차원에서 한번만 더 노력해줄 것을 호소하였다. 서재필의 구상에 대해 '제1차 한인대회'에 연사로 참석하였던 톰킨스 목사, 오버린대학 교수 밀러(H. A. Miller), 인터내셔널 뉴스(I.N.S.International News Service)의 베네딕트 기자 등이 적극 협력하였다. 이 가운데 톰킨스 목사는 한국이 주장하는 독립과 자유를 위해 기꺼히 도울 것을 약속함으로써 한국친우회의 조직에 앞장섰다. 서재필은 직접 자비를 부담해 이들의 집을 다니거나 이들과 만남, 모임과 회식 등을 통해 지지를 약속받았다.

## 창립 발기
지지자를 모은 서재필은 톰킨스, 베네딕트 등과 함께 1919년 5월 2일, 필라델피아 시 시내 시티클럽 빌딩에서 미국내 친한파 종교계, 교육계, 실업계의 분야별 저명인사 22명을 초청하여 한국친우회 창립 발기회를 열었다. 여기서 서재필은 우선 미국 선교사들이 조선에 의학과 기독교, 신 문명의 전파와 위생적인 양옥집 건설 등의 혜택을 준 것에 대해 깊은 감사를 표한다고 하고, 이어 '미국국민이 한국에 기독교를 전파하여 자유와 독립을 한인들에게 가르쳤는데, 지금 조선인들이 이를 위해 싸우는 것을 미국국민이 모른 체 한다면 이것은 크게 모순되는 일이요, 지금껏 미국 선교사들과 의사들의 인도적 지원은 수포로 돌아가는 것이며, 도리가 아니라는 내용으로 한국친우회의 설립 필요성'을 역설했다. 또한 서재필은 조선인들은 은혜를 아는 사람들이니 미국인들이 한국의 독립에 적극 지지를 보낸다면 한국 역시 미국을 배신하는 일은 없을 것임을 호소하였다.
한국친우회는 1919년 5월 15일 펜실베이니아주 필라델피아 레딩(Reading) 라자 극장(Rajah) 빌딩에서 성대한 대중집회를 개최한 후 5월 16일에 필라델피아에서 정식으로 결성되었다. 미국인밀러 목사, 베네딕트 기자, 레딩 시 부시장 등의 축사 낭독 후 서재필의 개회사와 조직 목적, 강령 등의 선언이 있었다.
이때 발표된 취지문을 보면 한국친우회는 극동에 있는 기독교와 민주주의의 지원을 위해 미국민의 여론조성이 무엇보다도 필요하지만, 이는 기독교인으로서 기독교와 인도의 측면에서 도덕적 의무를 다하기 위함이지 한·중·일의 정치적 문제에 간섭하고자함이 아님을 명확히 해 순수 민간단체로의 성격을 가질 것임을 시사하였다.

## 설립 목적
한국친우회의 설립목적은 기독교와 자유독립국가를 위해 고통 당하고 있는 한국민족들에게 미국민의 동정과 도덕적인 지원을 보낼 것, 한민족이 지금까지 받아온 일제의 학정과 부당한 대우를 가능한 더 이상 재발되지 않도록 미국민의 도덕적 영향력과 호의적인 조정을 사용할 것, 한국에 관한 진실한 정보를 미국민들에게 알릴 것, 넷째 세계 모든 민족과의 우정과 사랑 그리고 영원한 평화를 증진시키며 하나님의 법이 온 세계에 수립되도록 돕는 것으로 하였다.

- 첫째 기독교와 자유독립국가를 위해 고통 당하고 있는 한국민족들에게 미국민의 동정과 도덕적인 지원을 보낼 것
- 둘째 한민족이 지금까지 받아온 일제의 학정과 부당한 대우를 가능한 더 이상 재발되지 않도록 미국민의 도덕적 영향력과 호의적인 조정을 사용할 것
- 셋째 한국에 관한 진실한 정보를 미국민들에게 알릴 것, 넷째 세계 모든 민족과의 우정과 사랑 그리고 영원한 평화를 증진시키며 하나님의 법이 온 세계에 수립되도록 돕는 것
- 넷째 세계 모든 민족과의 우정과 사랑 그리고 영원한 평화를 증진시키며 하나님의 법이 온 세계에 수립되도록 돕는 것

그러나 서재필은 한국친우회가 성공하여 1백 만 이상의 회원을 얻으면 우리가 원하는 무슨 일도 할 수 있다고 전망하고, 한국친우회를 통해 미국 내 정치인, 양심적인 학자와 지식인들을 포섭하고 더 나가서는 비제국주의 국가인 영국, 스위스, 벨기에, 발트 3국 등의 지식인과 정관계 인사들을 포섭, 인도적인 차원에서의 지지를 촉구, 호소하고 한국독립을 위한 일종의 정치적인 운동까지 계산하고 있었다. 그러나 서재필은 이를 공개적으로 언급하지 않고, 조선이 어디 붙은 나라인지도 모르는 미국인들, 혹은 흥선대원군의 천주교 신부들에 대한 참수형과 능지처참 등으로 조선인을 야만인, 미개인 부족 정도로 취급하는 미국인들의 시선을 개선, 개조하려고 노력하였다. 동시에 서재필은 고려시대의 백자, 신라시대의 한지 제조 기술, 설총, 김대문, 최치원 등의 문인들, 조선시대 이황, 조식, 이이 등의 학문, 이황-기대승의 사단칠정론, 이이-성혼의 이기논쟁 등을 소개하며 조선이 문명국이었음을 영어 영문으로 번역하여 직접 소개하였다.

## 활동
서재필은 한국친우회의 지부 개설과 회원 모집, 홍보 활동과 유인물 인쇄비, 회보 인쇄비 등을 마련하기 위해 자신의 개인 재산을 투자하였다. 모임이 어느정도 자리잡은 뒤 한국친우회는 필라델피아 한국통신부와 처음부터 상호 협조체제 속에서 운영되었다. 한국친우회에서 회원을 모집할 때 연회비 납부금액에 따라 세 종류로 나눈 바, 통상회원은 연회비 1달러를 내거나 혹은  꼬레안 리뷰(한국평론) 구독료를 포함하여 3달러를 낼 경우로 하고, 찬조회원은 5달러 이상, 종신회원은 100달러 이상 납부할 경우로 했다.
이는 한국친우회 회원들에게  꼬레안 리뷰의 구독을 유도함으로써 한국문제에 대한 지식을 공유해 한국통신부의 활동을 도우려한 것이다. 이것 외에도 서재필은 한편 서재필은 한국친우회의 기관지인 꼬레안 리뷰를 자신의 사비와 건물을 투자해 인쇄소를 짓고, 대중 잡지화하여 전철과 열차의 가판대에 보급하였다. 한편으로 서재필은 프랑스 파리강화회의에 참석한 구미위원부 위원들의 프랑스 성토와 비난에도 불구하고 프랑스에도 한국친우회 설치 및 확산을 계획, 추진한다. 서재필은 이를 위해 영어, 일본어 외에도 라틴어와 기초 게르만어를 공부하는 등의 노력을 기울였다.
이와 함께 한국통신부는 한국친우회의 조직을 돕기 위해 한국의 실정을 미국 대중들에게 알릴 수 있는 강사들을 지원해 주었다. 하지만 한국친우회는 한국통신부나 구미위원부의 지시나 재정을 지원받지 않고 자체의 회비 수입과 의연에 의해 운영되었기 때문에 나름대로 독립된 자치활동을 전개했다.

## 기타 특징
한국친우회는 미국 각 주와 시에 지부를 두고 있었는데 각 지부장 명단은 아래와 같다.
| 주                           | 지부장                                                 |
| ---------------------------- | ------------------------------------------------------ |
| 오하이오 주 알라언스 시      | T. W. 브라이안 박사 (Dr. T. W. Bryan)                  |
| 미시간 주 앤 아버 시         | W. C. 퓨퍼스 박사 (Dr. W. C. Pupers)                   |
| 오하이오 주 맨스필드 시      | R. E. 트루즈 목사 (Rev. R. E. Truse)                   |
| 오레곤 주 뉴버그 시          | 찰스 기븐스 박사 (Dr. Charles Givens)                  |
| 시카고 시                    | J. S. 바버 상원의원 (U. S. Senator J. S. Barbour)      |
| 미주리 주 파크빌 시          | 셀든 P. 스펜서 상원의원 (U. S. Senator Selden Spencer) |
| 오하이오 주 포스토리아 시    | F. A. 윌버 박사 (Dr. F. A. Wilbur)                     |
| 워싱턴 시                    | C. 올슨 제독 (Admiral C. Olsen)                        |
| 미주리 주 캔자스 시          | 글렌 A. 로빈슨 박사 (Dr. Glen A. Robinson)             |
| 오하이오 주 리마 시          | T. R. 해밀튼 목사 (Rev. T. R. Hamilton)                |
| 오하이오 주 핀들레이 시      | W. W. 게이어 박사 (Dr. W. W. Gayer)                    |
| 보스톤 시                    | L. N. 머린 박사 (Dr. L. N. Merrin)                     |
| 뉴욕 시                      | 찰스 J. 스미스 박사 (Dr. Charles J. Smith)             |
| 오하이오 주 컬럼버스 시      | 윌리엄 하우스튼 박사 (Dr. William Houston)             |
| 필라델피아 시                | 플로이드 W. 톰킨스 박사 (Dr. Floyd W. Thompkins)       |
| 펜실베이니아 주 리딩 시      | 프랭크 S. 리븐굿 씨 (Mr. Frank S. Livengood)           |
| 샌프란시스코 시              | L. A. 맥아피 박사 (Dr. L. A. McAfee)                   |
| 펜실베이니아 주 어퍼 페리 시 | 콜빈 M. 딜롱 목사 (Rev. Colvin M. Dillon)              |

각 지부는 그 회원을 포섭하는데 있어 여러가지로 노력을 했는데 대표적으로 기업인들의 집합체인 미국 상공회의소를 비롯하여 각 대학 동창회, 로타리 클럽, 라이온스 클럽, 키와니스 클럽(Kiwanis Club), 메이슨 롯지(Masonic Lodge), 나이츠 오브 컬럼버스(Knights of Columbus) 교회 등이 있었다. 각 협회의 임원을 포섭하여 회원을 확보함으로서 한국친우회의 영향력을 키우려고 하였다. 이승만은 또한 각 지부를 순회하게 하였는데, 각 지부에서 한국 문제에 관한 연설을 하며 그 당위성을 알리며 회원간 결속을 다지기 위해서였다.
조직은 미국의 중부와 동부에 집중되어 있었다. 이는 선전활동이 주로 이들 지역에서 주로 행해졌음을 의미한다고 보는 시각도 있다. 그 이유로는 주된 요인은 지리적으로 한국통신부와 한국친우회가 처음 결성된 필라델피아를 중심으로 차차 인근의 워싱턴과 뉴욕 등지로 확산된 데다 미국 중·동부지역에 있는 한인유학생들의 적극적인 노력이 그러한 성과로 나타날 수 있었다는 것이다.
한편 대한인국민회가 있는 지역에서의 한국친우회 활동은 미미하였다. 이를 두고 일각에서는 안창호의 조직과 서재필의 조직인 한국친우회 사이의 갈등으로 보기도 한다. 그러나 '대한인국민회가 있는 미국 서부지역에서 한국친우회의 결성이 미약한 것은 대한인국민회의 대외활동 능력이 그만큼 활발하지 않았음을 보여줄 뿐 친우회의 결성을 방관했기 때문은 아니었다'는 반론도 있다.
그 근거로 캔사스시티 한국친우회 결성시 대한인국민회가 200달러를 보낸 것과 캘리포니아주 한인들이 서재필의 방문을 거듭 요청하고 있는 사실 등을 비추어 볼 때, 대한인국민회는 한국친우회 활동에 많은 관심을 갖고 있었다'는 점을 든다. 캘리포니아주에서 대외선전활동이 주로 정한경과 그 친지들을 통해 이루어진 것은 국민회 중앙총회장 안창호가 3·1운동 직후 상해로 떠난 4월부터 대한인국민회가 지도력의 부재를 겪은 것을 이유로 보기도 한다.
한국친우회의 결성은 주로 대중집회를 통해 이루어진 점이다. 대중집회 개최에는 장소선정이나 진행문제, 경비와 인원동원 문제 등 많은 준비가 필요했다. 친우회가 이를 통해 결성되고 있는 점은 미국시민의 자발적인 호응이 그만큼 컸다는 것을 의미한다. 특히 모든 운영이 회원의 회비나 의연으로 운영되는 점을 감안할 때, 당시 한국문제에 대한 미국인들의 관심은 주목할만하다. 집회를 통한 한국친우회의 결성은 미국인들에게 친한여론을 확산시키는데 상당한 효과를 주었다.

### 해외 지부 설치
한국친우회는 미국뿐만 아니라 영국과 프랑스에도 조직되어 광범위한 국제적인 조직을 갖춤에 따라 3·1운동으로 나타난 한국의 실상을 전파하고 친한여론을 형성하는데 상당한 영향력을 미쳤다. 일본측은 미국에 있는 여러 한인단체 가운데 “조선우애단의 행동에 관해서는 금후 다소 주의를 요할 필요가 있을 것이다”하여 한국친우회의 결성과 활동에 특히 주목하였다. 워싱턴과 각 주 주재 일본영사관은 이들 단체가 반일본 선동을 하는 단체인지 여부를 사람들을 고용, 파견하여 감시하였다. 그러나 창립 초기, 비정치적 목적으로 설립하였으며 구미 기독교계 인사들에게 조선에 대한 우호적 여론과 친목을 도모한다는 내용만이 있었으므로 별다른 구실을 찾지 못하였다.

## 활동의 침체
한국친우회는 서재필이 워싱턴회의 종결 이후 모든 활동을 중지하기로 하면서 사실상 침체에 빠졌다. 이는 한국친우회 회원들의 성금과 모금, 꼬레안 리뷰의 구독료, 서재필 개인의 재산 투자 등으로 운영되는 단체였기 때문에 늘 재정난에 시달리기도 했다.
그밖에 '침체의 원인은 그동안 3·1운동을 이용한 선전활동이 시간이 갈수록 선전재료로써 가치가 점차 줄어든 점을 들 수 있다. 다음으로 워싱턴회의 이후 미국정부가 현상유지를 위한 대외정책을 추진하면서 미·일간의 긴장을 완화하고 국제질서도 상대적으로 안정기에 들어서게 되자, 한국친우회의 활동도 미국민의 호응을 이끌어내기 어려워졌다.'는 점이다. 한국친우회는 관동대지진으로 한인학살문제가 국제사회에 널리 알려질 때 한국친우회 회장 톰킨스가 1923년 11월 20일자로 미국 국무장관 휴즈에게 항의문을 보내 시정을 촉구하기도 하였다. 이 이후로 다소 활동이 지지부진해졌다.

## 의의
한국친우회의 결성과 활동에서 나타난 특징은 기독교적인 입장에서 인도적이고 비정치적인 시민단체로 출발했으나 점차 한국문제를 위한 정치적인 압력단체로 행사하고 있는 점이다. 그것은 각 지역 친우회가 조직될 때 발표된 결의문을 통해서 잘 나타나고 있다.
결의문의 주요 내용을 보면 미국 정부가 1882년 조미수호통상조약을 준수하여 부당한 일본의 지배를 막고 한국의 독립을 승인해 줄 것을 요구한 뒤, 이 결의문을 미국 정부와 의회 그리고 해당 지역 의원들에게 보내 한국문제의 해결을 요구하고 있다. 필라델피아 한국친우회와 레딩 한국친우회의 경우처럼 워싱턴회의 미국대표단의 단장인 휴즈에게 워싱턴회의에서 한국문제의 해결을 요구한 일련의 행동들은 한국친우회가 정치적으로 행사하고 있었음을 보여주었다.

## 관련 자료
- 고정휴, 《이승만과 한국독립운동:현대한국학연구소 학술총서 8》 (연세대학교출판부, 2004)
- 정진석, 《독립신문 서재필 문헌해제》 (도서출판 나남, 1996)
- 유영익, 《이승만과 대한민국 임시정부》 (연세대학교 출판부, 2009)
- 정병준, 《우남 이승만 연구》 (역사비평사, 2005)